# Штайнбах-Халленберг
Штайнбах-Халленберг (нем. Steinbach-Hallenberg) — город в Германии, в земле Тюрингия. 
Входит в состав района Шмалькальден-Майнинген.  Население составляет 5347 человек (на 31 декабря 2010 года). Занимает площадь 22,63 км². Официальный код  —  16 0 66 069.